# Vallegrande (Croazia)
Vallegrande (in croato Vela Luka) è un comune nella regione raguseo-narentana in Croazia.
Vallegrande è il secondo abitato dell'isola di Curzola con 4 130 abitanti. Dista 42 km dalla cittadina di Curzola, percorrendo la strada che attraversa l'isola.
Sono presenti alcuni alberghi e un sanatorio per le malattie reumatiche e la riabilitazione. Gli abitanti sono dediti all'agricoltura, alla pesca, al turismo e all'industria. Qui si trovano il cantiere navale Greben, il conservificio del pesce Jadranka e alcuni altri minori impianti industriali.
Vallegrande fu un comune della provincia di Spalato, suddivisione amministrativa del Governatorato della Dalmazia, dipendente dal Regno d'Italia dal 1941 al 1943.

## Storia
L'abitato si sviluppò all'inizio del XIX secolo in una profonda baia al riparo dai venti.

## Società

### Etnie e minoranze straniere
Secondo il censimento ufficiale del 2011, esiste una larghissima maggioranza etnico-linguistica croata, il 96,98% della popolazione. Presenti piccole minoranze di serbi (0,41%), sloveni (0,17%), albanesi (0,15%) e italiani (0,10%).

### La presenza autoctona di italiani
È presente una piccola comunità di italiani autoctoni che rappresentano una minoranza residuale di quelle popolazioni italiane che abitarono per secoli la penisola dell'Istria e le coste e le isole del Quarnaro e della Dalmazia, territori che appartennero alla Repubblica di Venezia. La presenza degli italiani a Vallegrande è drasticamente diminuita in seguito agli esodi che hanno seguito la prima e la seconda guerra mondiale. Dal censimento del 2011 esiste un piccolo nucleo di italiani, lo 0,10%.

## Geografia antropica

### Località
Il comune di Vallegrande non è suddiviso in frazioni.

## Cucina
La lumblija è un pane dolce con frutta secca, spezie e varenik.